# Fiumicello Villa Vicentina
Fiumicello Villa Vicentina ist eine zum 1. Februar 2018 aus den nordostitalienischen Gemeinden Fiumicello und Villa Vicentina gegründete italienische Gemeinde mit 6293 Einwohnern (Stand 31. Dezember 2023) auf 28,80 Quadratkilometern Fläche in der Region Friaul-Julisch Venetien im Friaul. Nach der Volksabstimmung am 24. September 2018, bei der es eine Zustimmung von etwa 56 % (Fiumicello 60 % und Villa Vicentina 47 %) für den Zusammenschluss gab, wurde dieser mit dem Gesetz Nr. 235 am 7. November 2017 beschlossen.